# Fort Monroe
Pour les articles homonymes, voir Monroe.
Le Fort Monroe est un fort militaire se trouvant à la pointe de la péninsule de Virginie, gardant l’entrée du port naturel de Hampton Roads sur la baie de Chesapeake dans l’État de Virginie aux États-Unis.
En 1634, cette zone est incluse dans l’ancien comté d’Elizabeth City. Le fort rejoint le territoire de la ville indépendante de Hampton lorsque le comté et la ville de Phoebus rejoignent Hampton en 1952.
Le fort est ainsi nommé en référence au président des États-Unis James Monroe. Totalement entouré par un large fossé, ce fort de pierre de forme hexagonale est resté le dernier de son genre aux États-Unis à être encore utilisé par l’United States Army, mais il a été démilitarisé le 15 septembre 2011. Diverses pistes de réhabilitation ont vu le jour depuis. Sa structure actuelle date de 1834.

## Histoire

### La période coloniale
En 1609, le capitaine John Smith accompagnant les colons de la Virginia Company qui établirent Jamestown, la première colonie anglaise fixe du Nouveau Monde en 1607, reconnaît l’importance stratégique du site (alors appelé Point Comfort) pour la défense côtière et construit Fort Algernourne sur la position actuelle de Fort Monroe. Terminé en 1615, ce fort est alors une simple palissade triangulaire contenant sept canons et une garnison de quinze personnes ayant pour mission de protéger l’approche de la colonie de Jamestown. Il est ensuite reconstruit et amélioré en 1634 et continue d’exister sous ce nom jusqu’en 1667.
Plus tard, en 1727, un nouvel édifice nommé Fort George est construit sur le site mais est détruit par un ouragan en 1749. Par la suite, et tout au long de la période coloniale, diverses fortifications sont élevées sur place.

### Au début duXIXesiècle

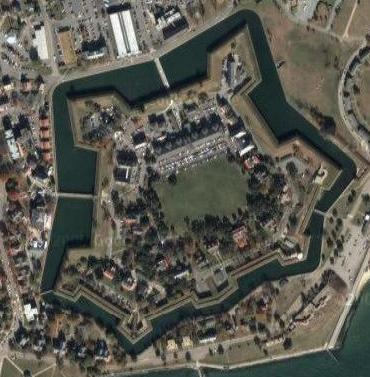
Vue satellite de Fort Monroe.

À la suite de la guerre de 1812 contre le Royaume-Uni, le gouvernement des États-Unis réalise à nouveau l’importance de protéger la région de Hampton Roads et son port d’une attaque maritime. Pour réaliser ces fortifications, le président James Madison nommera le français Simon Bernard (exilé à la suite de la chute du premier Empire) brigadier-général responsable de la construction du système de défenses côtières s’étendant du Maine jusqu’en Louisiane.
En 1819, la construction de ce qui devait devenir le plus grand fort de pierre jamais construit sur le sol américain commence. Afin d’améliorer encore ses défenses, un large fossé est creusé pour entourer les murs de la citadelle.
Jeune lieutenant et ingénieur de l’US Army, Robert Lee y est placé en garnison de 1831 à 1834 et participe largement à la construction de Fort Monroe et de son vis-à-vis, Fort Calhoun. Ce dernier, renommé ensuite Fort Wool (en), est construit sur une île artificielle au milieu du canal de navigation entre l’ancien Point Confort et l’embouchure d’Hampton Roads.
Terminé en 1834, Fort Monroe est appelé le «Gibraltar de la baie de Chesapeake» et est équipé de canons de 32 livres, les plus puissantes pièces d’artillerie de cette époque. La portée de ces canons, couplés avec ceux de Fort Calhoum, permet de couvrir l’ensemble du chenal de navigation.

### La guerre de Sécession

#### 1860 et 1861
Fort Monroe joue un rôle important pendant toute la durée de la guerre de Sécession. Lorsque, le 17 avril 1861, la Virginie devient le huitième État à quitter l'Union pour rejoindre la Confédération, le président Abraham Lincoln décide de renforcer la garnison du fort pour éviter qu’il tombe dans le camp ennemi. De fait, l’Union en gardera le contrôle pendant toute la guerre et l’utilisera largement comme base de lancement de plusieurs expéditions maritimes et terrestres.
Quelques semaines après la bataille de Fort Sumter, le général Winfield Scott propose au président un plan visant à ramener les États sécessionnistes dans l’Union en les coupant du monde extérieur par un blocus minutieux de toutes les côtes. En coopération avec l’US Navy, les troupes partent de Fort Monroe pour s’étendre le long des côtes de Caroline du Sud puis, à partir du 27 avril 1861 de Caroline du Nord et de la Virginie.
Le 20 avril, la Navy évacue la base de Norfolk en sabordant neuf navires, laissant Fort Monroe comme dernier bastion de l’Union dans la région. L’occupation de Norfolk apporte aux troupes de la Confédération son unique chantier naval ainsi que plusieurs milliers de canons lourds. Cependant, la base ne reste entre leurs mains qu’une petite année pendant laquelle le général Walter Gwynn fait monter des batteries d’artillerie à Sewell's point à la fois pour protéger Norfolk et pour contrôler Hampton Roads. 
Le 18 mai, une flotte envoyée par l’Union échange des tirs depuis Fort Monroe avec ses batteries, sans grand dommage des deux côtés. En juin, une opération terrestre contre Norfolk est lancée depuis Fort Monroe. Cette opération est connue sous le nom de bataille de Big Bethel.
C’est depuis son quartier général établi à Fort Monroe que, le 27 mai 1861, le général Butler lance sa fameuse décision dite de contreband par laquelle les esclaves évadés qui réussissent à rejoindre les lignes de l’Union ne sont plus rendus à leurs propriétaires. Cette décision a comme effet de voir affluer des esclaves fuyant la Confédération dans la région de Fort Monroe qui prend alors le surnom de Freedom's Fortress dès lors que tout esclave le rejoignant est immédiatement libéré.

#### 1862
En mars 1862, le combat de Hampton Roads se déroule à Sewell’s point, non loin de Fort Monroe, entre les premiers cuirassés, le CSS Virginia et l’USS Monitor. Bien que n’ayant que peu de conséquences sur la suite de la guerre, ce combat va changer la vision de la guerre navale et marquer la fin de l’âge d’or des navires de guerre en bois.
Plus tard, au printemps de la même année, la présence continue d’une force de la Navy basée à Fort Monroe permet le transport des troupes du nord depuis Washington D.C. et la formation d’une armée commandée par le général George McClellan qui, remontant la péninsule, rejoint les environs de Richmond, la capitale sudiste, le 1er juin 1862.
McClellan, lors de la bataille de Sept Jours doit se retirer derrière le fleuve James. Cependant, en même temps, les troupes de l’Union reprennent le contrôle de Norfolk et de Hampton Roads.

#### 1864 – 1896
En 1864, l’armée du James est formée à Fort Monroe sous le commandement du général Benjamin Butler.
Les troupes de l'Union conduisant le siège de Petersburg, pendant les années 1864 et 1865, sont ravitaillées et supportées à partir du fort. Le maintien du contrôle de Fort Monroe et de Fort Wool est crucial pour assurer ces opérations de ravitaillement. À la chute de Petersburg, pendant la nuit du 2 avril 1865, le président des États confédérés, Jefferson Davis, abandonne la capitale de Richmond pour se réfugier en Caroline du Nord.
Le général Robert Lee, à la tête de l'armée de Virginie du Nord, est contraint à la reddition une semaine plus tard lors de la bataille d'Appomattox. Jefferson Davis est capturé le 26 avril et placé en détention dans une cellule à Fort Monroe durant deux ans, dans des conditions d'hygiène déplorables. En très mauvaise santé, il sera relâché en mai 1867.
Le Journal of the United States Artillery a été fondé à Fort Monroe en 1892 par cinq officiers de l’école d’artillerie installée dans le fort à cette époque. Ce journal est renommé le Coast Artillery Journal en 1922, puis le Antiaircraft Journal en 1948.

#### XXesiècle
L’exposition universelle de 1907 qui se déroule à Hampton Road représente l’occasion, pour la Navy, de renouveler ses installations dans la région. Commencée en 1917, la base de Norfolk, construite sur l’emplacement de l’exposition devient l’une des bases les plus importantes de l’armée.
Pendant les deux guerres mondiales, Fort Monroe et Fort Wool remplissent leur fonction de protection et contribuent à la sécurité des installations tant civiles que militaires se trouvant à l’intérieur des terres.
Lors de la Seconde Guerre mondiale, Fort Monroe est utilisé comme quartier général d’une impressionnante force d’artillerie, couplée avec une barrière anti-sous-marins et un vaste champ de mines maritimes. Cependant, ces armements deviennent rapidement obsolètes, en particulier à cause du développement des bombardiers à long rayon d'action dès la fin de la guerre.
L’armement défensif retiré, Fort Monroe se voit attribuer un rôle de formation des soldats. En 1973, il devient la base du United States Army Training and Doctrine Command (TRADOC) qui regroupe le recrutement, l’entraînement et l’éducation des soldats.

## Fort Monroe jusqu'en 2011
Au fil du temps, l’armement de Fort Monroe a été sans cesse amélioré. De plus, le fort contrôle aujourd’hui plusieurs bases de sous-marins, rendant la zone l’une des mieux défendues des États-Unis.
De même, la base de Norfolk sert de quartier général pour les flottes opérant dans l'océan Atlantique, la mer Méditerranée ainsi que l’océan Indien. Il s’agit de la plus grande base navale du monde et de l’une des plus grandes installations navales au monde.
Le fort contient de nos jours une population d’environ 2 000 personnes dont la moitié en uniforme. En plus de sa fonction d'installation militaire active, Fort Monroe est devenu un site touristique très populaire avec, en particulier, la possibilité de visiter la cellule de Davis ainsi que les quartiers utilisés par Robert Lee de 1831 à 1834 et ceux alloués au président Lincoln lors de sa visite en mai 1862.

### Le programmeBRAC 2005
Le département de la défense américain a présenté, le 13 mai 2005, une liste d’installations militaires devant être désarmées et fermées par l’armée dans les six prochaines années dont fait partie le Fort Monroe.
Actuellement, l'avenir du fort n’est pas encore défini, bien qu’il doive normalement passer sous le contrôle de l’État de Virginie. Un projet est en cours d’étude pour garder Fort Monroe et en faire un vaste musée (un musée appelé Casemate Museum y ayant déjà été créé en 1951), et la chambre de commerce locale a reçu de nombreuses offres commerciales visant à le transformer en résidences de luxe.